# Lepturus minutus
Lepturus minutus är en gräsart som beskrevs av Bryan Kenneth Simon. Lepturus minutus ingår i släktet Lepturus och familjen gräs. Inga underarter finns listade i Catalogue of Life.